# Антоніу Вілсон Вієйра Оноріу
Антоніу Вілсон Вієйра Оноріу (порт. Antônio Wilson Vieira Honório), більш відомий як Коутінью (порт. Coutinho, 11 червня 1943, Пірасікаба — 12 березня 2019, Сантус) — бразильський футболіст, що грав на позиції нападника. По завершенні ігрової кар'єри — тренер.
Виступав, зокрема, за клуб «Сантус», з яким став дворазовим володарем Кубка Лібертадорес і Міжконтинентального кубка та переможцем ряду інших турнірів, а також національну збірну Бразилії. У складі збірної — чемпіон світу.

## Клубна кар'єра
Народився 11 червня 1943 року в місті Пірасікаба. Розпочав свою кар'єру в молодіжному складі клубу «XV листопада» з рідного міста. Коли йому було 13 років, «Сантос» проводив гру в Пірасікабі. Там головний тренер команди Перес, Луїс Алонсо Перес (Лула), помітив гру Коутінью. Через рік молодий футболіст перейшов в «Сантос».
Він дебютував в основному складі команди у віці 15-ти років у товариському матчі з клубом «Сіріо Лібанес». В офіційній грі Коутінью дебютував рік по тому в матчі турніру Ріо — Сан-Паулу з клубом «Васко да Гама», в якому Коутінью забив 2 голи, а його клуб виграв 3:0. У тому ж році Коутінью почав грати в основному складі, де склав дует нападу з легендарним Пеле. У 1961 році Коутінью став найкращим бомбардиром турніру Ріо — Сан-Паулу, а через рік Кубка Лібертадорес і Кубка Бразилії. Після цього коментатори бразильських матчів підійшли до нього і попросили носити білу пов'язку на руці, щоб не плутати його з Пеле. Загалом в період з 1958 по 1968 рік він з командою виграв, серед інших, п'ять титулів Кубка Бразилії і сім  чемпіонств штату Сан-Паулу, два Кубок Лібертадорес і два Міжконтинентальні кубки. 
У 1966 році Коутінью випав з основи «Сантоса» через зайву вагу, і тому не поїхав на тогорічний чемпіонат світу. Коли він повернувся до складу, його почали переслідувати травми, за що він отримав прізвисько «скляна нога».
У 1968 році Коутінйьо був змушений перейти в клуб «Віторія» з Салвадора, але там провів лише один сезон, зумівши забити тільки 6 голів. Потім грав за «Португезу Деспорос», забивши лише 1 м'яч у чемпіонаті штату Сан-Паулу. Після цього Коутінью повернувся в «Сантос», але не зміг показати високого класу гри і поїхав до Мексики, де провів сезон в «Атласі», забивши 10 голів, а потім грав за «Бангу».
Завершив ігрову кар'єру у команді «Саад», за яку виступав протягом 1973 року у серії Б чемпіонаті штату Сан-Паулу.

## Виступи за збірну
9 липня 1960 року дебютував в офіційних іграх у складі національної збірної Бразилії в матчі Кубка Атлантики з Уругваєм, і згодом вигравши з командою той турнір. Після чого був гравцем основного складі збірної, вигравши в її складі Кубок Освалдо Круза і Кубок Бернардо О'Хіггінса.
Перед фінальним етапом чемпіонату світу 1962 року у Чилі, в товариській грі зі збірною Уельсу Коутінью отримав травму. Він поїхав на «мундіаль», який для бразильців став «золотим», але там не грав, продовжуючи лікування, а його місце в основі збірної зайняв Вава.
Останній матч за національну команду Коутінью провів 22 листопада 1965 року з Угорщиною. Всього протягом кар'єри у національній команді, яка тривала 6 років, провів у її формі 15 матчів, забивши 6 голів.
У своїй книзі "Coutinho, o Gênio da Área" Карлос Фернандо Шіннер заявляє, що Жуан Салданья намагався переконати Коутінью повернутися до збірної Бразилії за кілька місяців до чемпіонату світу 1970 року, щоб замінити Тостао, який був головним центральним форвардом Бразилії на той час і отримав серйозну травму, яка ставила під сумнів його участь у цьому чемпіонаті світу. Коутінью, який на той час вже мав надмірну вагу, відмовився від запрошення, в той час як Тостао зумів відновитись і виграти зі збірною титул чемпіона світу.

## Кар'єра тренера
Після завершення кар'єри гравця Коутінью повернувся в «Сантус». Там він працював в основному в школі клубу, тренуючи молодих футболістів. У 1979 році він зробив молодіжну команду чемпіоном штату. А через рік переміг з командою наступної вікової групи. У 1981 році Коутінью недовго пропрацював з основним складом клубу, після чого повернувся до молодіжного складу, зробивши клуб володарем престижного, в Бразилії, Кубка Пейше.
Після цього він тренував кілька бразильських клубів, але домігся успіху лише з «Бонсусессо», який вивів у півфінал чемпіонату штату Мінас-Жерайс. У 1993 році повернувся до молодіжного складу «Сантуса», а в 1995 році навіть тимчасово тренував команду, яка під його керівництвом провела 1 матч. З 1997 року він працював скаутом для концерну Mercedes-Benz, а після працював у мерії Сан-Паулу, куруючи соціальні футбольні програми міста, а також тренував дітей.
Помер 12 березня 2019 року на 76-му році життя у місті Сантус. Його смерть була спричинена інфарктом міокарда внаслідок діабету та гіпертонії. Останні місяці здоров'я Коутінью погіршувалось, і в січні він був госпіталізований з пневмонією.

## Титули і досягнення

### «Сантус»
- Чемпіон штату Сан-Паулу: 1960, 1961, 1962, 1963, 1964, 1965, 1967, 1968
- Володар Кубка Бразилії: 1961, 1962, 1963, 1964, 1965
- Чемпіон турніру Ріо-Сан-Паулу: 1959, 1963, 1964, 1966
- Чемпіон трофею Терези Еррери: 1959
- Володар Кубка Роберто Гомеса Педрози: 1968
- Володар Кубка Лібертадорес: 1962, 1963
- Володар Міжконтинентального кубка: 1962, 1963
- Володар Рекопи Південної Америки: 1968

### Збірна Бразилії
- чемпіон світу: 1962
- Володар Кубка Атлантики: 1960
- Володар Кубка Рока: 1963
- Володар Кубка Освалдо Круза: 1961, 1962
- Володар Кубка О'Хіггінса: 1961

### Особисті
- Найкращий бомбардир турніру Ріо-Сан-Паулу: 1961 (9 голів), 1964 (11 голів)
- Найкращий бомбардир Кубка Лібертадорес: 1962 (6 голів)
- Найкращий бомбардир Кубка Бразилії: 1962 (7 голів)